# Pretzschendorf
Pretzschendorf  est une ancienne commune de Saxe (Allemagne), située dans l'arrondissement de Suisse-Saxonne-Monts-Métallifères-de-l'Est. Avec effet au 31 décembre 2012, elle a fusionné avec Höckendorf sous le nom de Klingenberg.